# Setina insignata
Setina insignata är en fjärilsart som beskrevs av Otto Staudinger 1881. Setina insignata ingår i släktet Setina och familjen björnspinnare. Inga underarter finns listade i Catalogue of Life.